# 山上真実
山上 真実（やまがみ まみ、1986年3月18日 - ）は、鹿児島テレビの社員。元アナウンサー。
鹿児島県立鶴丸高等学校、津田塾大学卒業。2009年に契約キャスターとしてNHK松江放送局に2年間勤務し、2011年鹿児島テレビ入社。
2018年春から産休に入り、2020年3月にアナウンス部を離れた。

## 過去の出演番組
- げっきん!かごしま
- ゆうテレ
- かごニュー - メインMC
- みんなのニュースかごしま - 井上彩香の代行など
- くるねこプラス 鹿児島ローカルパート → わんにゃん+かごしま - ナレーション

## 同期入社
- 井上彩香
- 小鍛冶宏将